# Psychoanalyse und Ethik
Psychoanalyse und Ethik (original Man for Himself. An Inquiry into the Psychology of Ethics) ist ein Buch, welches Erich Fromm 1947 veröffentlichte.
In der Schrift versucht Fromm, eine humanistische Ethik und deren Zusammenhang mit einem Bild von der „Natur des Menschen“ darzustellen. Auch ausgewählte Probleme der humanistischen Ethik werden darin ausgearbeitet. Außerdem stellt er darin den damaligen Stand seiner Charakterlehre ausführlich dar.

## Inhalt

### Aufbau
Das Buch gliedert sich in fünf Teile:
1. Die Fragestellung
2. Humanistische Ethik als angewandte Wissenschaft der Kunst des Lebens
3. Die Natur des Menschen und sein Charakter
4. Probleme der humanistischen Ethik
5. Das ethische Problem der Gegenwart

### Einleitung
Im Vorwort und in den ersten beiden Kapiteln beschreibt Fromm den Zweck seiner Untersuchung genauer. Er betrachtet Psychoanalyse und Ethik als Ergänzung seines vorherigen Buches Die Furcht vor der Freiheit (original: Escape from Freedom).
Er kritisiert die Neigung der Psychologie zum Relativismus. Er schreibt, dass die „Trennung von Psychologie und Ethik [...] vergleichsweise jung“ sei, da alle „großen humanistischen Ethiker der Vergangenheit, auf deren Werke sich dieses Buch stützt, [...] Philosophen und Psychologen zugleich“ waren. Fromms Standpunkt ist, dass die Psychologie bei der Aufstellung objektiver und gültiger Normen der Lebensführung als Grundlage dienen könne.
Fromm beruft sich auf die „Ideen der Aufklärung“, welche den Menschen früher anleiteten, seiner eigenen Vernunft zu vertrauen („sapere aude“). Jedoch hätten „wachsende Zweifel an der Vernunft und Autonomie“ einen „Zustand moralischer Verwirrung“ und damit einen Werterelativismus erzeugt.
Fromm beschreibt im letzten Absatz des ersten Kapitels Die Fragestellung die Ziele des gesamten Buches:

„Ich habe dieses Buch in der Absicht geschrieben, die Gültigkeit der humanistischen Ethik erneut unter Beweis zu stellen, indem ich zeige, daß unsere Kenntnis der Natur des Menschen nicht zu einem ethischen Relativismus führt, sondern im Gegenteil zu der Überzeugung, daß die Quellen der Normen für eine sittliche Lebensführung in der Natur des Menschen selbst zu finden sind.
Ich versuche aufzuzeigen, daß ethische Normen in Qualitäten gründen, die dem Menschen innewohnen, und daß ihre Verletzung psychische und emotionale Desintegration zur Folge hat. Ich werde zu zeigen versuchen, daß die Charakterstruktur der reifen und integrierten Persönlichkeit, der produktive Charakter, der Ursprung und die Grundlage der „Tugend“ ist und daß „Laster“ letztlich Gleichgültigkeit gegen das eigene Selbst und deshalb Selbst-Verstümmelung ist. [...] Soll der Mensch Vertrauen in Werte haben, dann muß er sich selbst und die Fähigkeit seiner Natur zum Guten und zur Produktivität kennen.“

Zu betonen ist, dass Fromms Untersuchung einen psychoanalytischen Standpunkt einnimmt, jedoch im Sinne einer Weiterentwicklung der Psychoanalyse Sigmund Freuds. Genannt wird später dazu auch die Nähe zu Positionen von Harry Stack Sullivan (vgl. Neopsychoanalyse und Analytische Sozialpsychologie).

### Humanistische Ethik
Im Abschnitt Humanistische Ethik als angewandte Wissenschaft der Kunst des Lebens stellt der Autor seine Argumentation ausführlicher dar. Die humanistische Ethik stehe der sogenannten „autoritären Ethik“ gegenüber. In letzterem System bestimme eine Autorität, was gut für den Menschen sei und lege die Gesetze und Normen der Lebensführung fest. In der humanistischen Ethik gibt sich der Mensch die Normen selbst. Fromm differenziert diese beiden Arten der Ethik auch nach formalen und materialen Gesichtspunkten.
Die Sichtweise der humanistischen Ethik ist, dass der Mensch selbst die Kriterien für „Tugend und Sünde“ bestimmen könne.
Das einzige Kriterium für ein ethisches Werturteil sei nach Fromm das Wohl des Menschen. Die humanistische Ethik ist demnach anthropozentrisch, d. h. die menschliche Existenz wird als das Wichtigste betrachtet. Fromm grenzt dies jedoch vom „isolationistischen Egoismus“ klar ab, da „Erfüllung und Glück nur in Bezogenheit auf seine Mitmenschen und in Solidarität mit ihnen“ liege.
Fromm zeigt auf, dass Werten, die als etwas „irgendwie gewünschtes Gutes“ definiert werden, keine objektive Gültigkeit zukomme. Die Dinge, die als lustvoll erlebt werden, hängen von der Persönlichkeitsstruktur (hier: der Charakterstruktur) ab.
Fromm ist davon überzeugt, „Verhaltensnormen und Werturteile zu finden, die für alle Menschen gültig [seien] und die doch vom Menschen selbst und nicht von einer ihn transzendierenden Autorität aufgestellt werden“. Er warnt davor, dass „objektiv gültig“ nicht mit „absolut“ identisch sei. Letzterer Begriff habe seine Wurzeln in der Theologie. Fromm sieht die Lebensführung als eine Art „Kunst“ an. Allen Künsten zugehörig sei „ein System objektiv gültiger Normen [als] theoretische Grundlage für die Praxis (der angewandten Wissenschaft). Dieses System gründet sich seinerseits auf die theoretischen Wissenschaften.“ Die Normen seien „keineswegs willkürlich“ und „[i]hre Missachtung zeigt schlechte Resultate oder sogar einen absoluten Mißerfolg auf dem Weg zum angestrebten Ziel.“ Die humanistische Ethik sei, so heißt es, „die angewandte Wissenschaft von der ‚Kunst des Lebens‘“. Sie beruht auf der „Wissenschaft vom Menschen“.
Der Gegenstand der Wissenschaft vom Menschen sei die menschliche Natur. Man könne nicht „die menschliche Natur als solche betrachten, sondern nur ihre spezifischen Manifestationen in spezifischen Situationen.“ Hierbei wird davon ausgegangen, dass die menschliche Natur eine theoretische Konstruktion sei, deren Informationen aus der Empirie stammen.
Fromm stellt auch den Zusammenhang der humanistischen Ethik zu bisherigen Denkern her. Er zeigt, dass derartige Ethiken und Ansichten schon bei Aristoteles (vgl. Nikomachische Ethik), Baruch de Spinoza und John Dewey vorhanden gewesen sind.
Er stellt fest, dass auch mithilfe der Psychoanalyse eine humanistische Ethik aufgebaut werden kann. Die Psychoanalyse habe, so Fromm, die gesamte Persönlichkeit des Menschen zum Gegenstand. Mit ihr sei es möglich, „die Persönlichkeit als Ganzes zu erforschen.“ Besonders die unbewussten Teile der Psyche und die mit ihr verbundenen Motive seien dadurch erst zugänglich geworden.
Fromm hält zudem die aus der Psychoanalyse stammende Charakterlehre für notwendig:

„Obwohl die psychoanalytische Charakterologie noch in ihren Anfängen steckt, ist sie für die Entwicklung einer ethischen Theorie unentbehrlich. Die Begriffsbestimmung aller Tugenden und Laster muß in der herkömmlichen Ethik zweideutig bleiben, weil häufig genug mit dem gleichen Ausdruck verschiedene, ja zum Teil sogar gegensätzliche menschliche Haltungen bezeichnet werden. Ihre Zweideutigkeit verlieren diese Begriffe erst dann, wenn sie mit der Charakterstruktur derjenigen Person in Zusammenhang gebracht werden, der eine Tugend oder ein Laster zugeschrieben wird. [...] Weit mehr als einzelne Tugenden oder Laster ist der tugendhafte oder lasterhafte Charakter der eigentliche Gegenstand der ethischen Forschung.“

Fromm beruft sich dabei auch auf nicht-relativistische Ansichten Sigmund Freuds.

### Natur des Menschen und Charakterlehre
Fromm stellt hier seine Charakterlehre ausführlich dar. Er zeigt die verschiedenen Orientierungen, aus denen sich der gesamte Charakter einer Person zusammensetzt, auf. Unterschieden wird hier zwischen produktiven und nicht-produktiven Charakterorientierungen.
Fromm betont ausdrücklich, dass er zwischen Charakter und Temperament (vgl. Temperamentenlehre nach Hippokrates von Kos) unterscheidet.
Er geht ausführlich auf die nicht-produktiven Charakterorientierungen ein:
- Die rezeptive Orientierung
- Die ausbeuterische Orientierung
- Die hortende Orientierung
- Die Marketing-Orientierung

Die dazu gegensätzlich stehenden produktiven Charakterorientierungen werden anschließend daran ausführlich erklärt.

### Probleme der humanistischen Ethik
Fromm diskutiert hier unter anderem die Begriffe Selbstsucht, Selbstliebe und Selbstinteresse unter Einbezug der Ansichten Johannes Calvins, Immanuel Kants, Sigmund Freuds und anderer. So schließt Fromm, dass Liebe zur eigenen Person untrennbar mit der Liebe zu jedem anderen Menschen verbunden ist. Aus diesem Grunde seien Selbstsucht (Narzissmus) und Selbstliebe nicht identisch, sondern in Wirklichkeit Gegensätze. Das Selbstinteresse beschreibt Fromm als Ausdruck einer tiefen Selbsterkenntnis „Interessen [des] wahren Ich“).
Des Weiteren wird das Gewissen einer genaueren Untersuchung unterzogen. Der Autor unterscheidet zwischen dem autoritären und dem humanistischen Gewissen. Grob gesagt ist das autoritäre Gewissen „die Stimme einer nach innen verlagerten äußeren Autorität“. Es handelt sich um eine Belohnen-Bestrafen-Ethik, die Angst vor Strafen anstelle von echtem Schuldgefühl beinhalte. Aufgrund der Abhängigkeit von Autoritäten (und deren Internalisierung) fehlen echte selbst getroffene Werturteile. Ziel des autoritären Gewissens ist es, der (äußeren) Autorität möglichst zu gefallen und Missfallen zu vermeiden. Diese Form des Gewissens wirke sich destruktiv auf die eigene Person aus.
Das humanistische Gewissen ist im Gegensatz dazu die eigene Stimme, welche unabhängig von äußeren Beeinflussungen vorhanden ist. Es ist, so Fromm, die „Reaktion [der] Gesamtpersönlichkeit auf deren richtiges oder gestörtes Funktionieren.“ Das schließe sowohl den Verstand als auch die Affekte mit ein. Das humanistische Gewissen dränge den Menschen zur Selbstverwirklichung seiner gesamten Persönlichkeit. Diskutiert wird vom Autor außerdem die Schwierigkeit, die meist nur leise, indirekt wahrnehmbare innere Stimme wahrzunehmen, ohne dabei auf psychologische Effekte wie Verdrängungen, Rationalisierungen o. ä. hereinzufallen. Fromm stellt auch Verbindungen zur Psychosomatik her.
Jeder Mensch weise beide Formen des Gewissens auf.
Fromm differenziert auch im Themenkomplex Lust und Glück. Er grenzt sich klar vom subjektiven Lustprinzip des Hedonismus ab. Er diskutiert die Auffassungen von Platon, Aristoteles, Spinoza und Spencer bezüglich dieses Themas. So sei das subjektive Erleben der Lust „an sich kein ausreichender Wertmaßstab“, „das Glück und das Gute“ stünden in Beziehung zueinander und ein „objektives Kriterium für die Wertbestimmung der Lust“ sei möglich. Fromm grenzt sich auch vom Masochismus und den Neurosen ab.

„[...] Glück wie Unglück [sind mehr] als nur ein Geisteszustand. Glück und Unglück drücken in Wirklichkeit die Verfassung des gesamten Organismus, der Gesamtpersönlichkeit aus. Glück ist mit einer Zunahme an Vitalität, an Intensität des Fühlens und Denkens und an Produktivität verbunden. Unglück bedeutet eine Abnahme dieser Fähigkeiten und Funktionen. Glück und Unglück sind so sehr ein Zustand unserer Gesamtpersönlichkeit, daß körperliche Reaktionen oft mehr darüber verraten als bewußte Gefühle.“

Fromm stellt im Verlauf des Kapitels auch seinen (nicht religiösen) Terminus „Glaube“ und sein humanistisches Menschenbild, jeweils auch in Kontrast zu anderen Ansichten, dar. Das ethische Problem von Freiheit versus Determinismus werde durch den Begriff des Charakters verständlicher, da die Motive der jeweiligen Persönlichkeit besser verstanden werden können. Sachliche und neutrale Ansichten wären so möglich.
Am Ende des Kapitels wird vom Autor noch der Gegensatz von absoluter zu relativer Ethik und universaler zur gesellschaftsimmanenten Ethik ausgeführt. Sein Begriff des Sozialcharakters, der einer Gruppe bzw. Sozietät eigen ist, wird hier erläutert.
Universale und gesellschaftsimmanente Ethik unterscheiden sich. So schreibt Fromm zur universalen Ethik:

„Ein Beispiel für universale Ethik kann man in solchen Normen finden wie ‚Liebe deinen Nächsten wie dich selbst‘ oder ‚Du sollst nicht töten‘. Tatsächlich zeigen die ethischen Systeme aller großen Kulturen eine erstaunliche Ähnlichkeit in allem, was für die Entwicklung des Menschen als notwendig erachtet wird, also jener Normen, die sich aus der Natur des Menschen und den für sein Wachstum nötigen Bedingungen ergeben.“

Die gesellschaftsimmanente Ethik diene hingegen dazu, eine spezielle Gesellschaft an sich am Laufen zu halten. Manche Gesellschaften können derart organisiert sein, dass Widersprüche zu den universalen Prinzipien auftreten (z. B. autoritäre Diktaturen).

## Zusammenhang
Psychoanalyse und Ethik ist als Nachfolgeschrift zu Escape from Freedom konzipiert.
Ansätze zu den gesellschaftlichen Verflechtungen der Psychologie und der Gesellschaft tauchten bei Fromm bereits sehr früh auf, etwa in Die gesellschaftliche Bedingtheit der psychoanalytischen Therapie von 1935, bis hin zu seinen empirischen Untersuchungen, die über individuelle Persönlichkeitsmerkmale hin zu denen von Sozietäten hinausgehen (siehe Gesellschaftscharakter). Die Charakterlehre Fromms wahrt eine Kompatibilität zu den Charaktertypen Sigmund Freuds. Bezüglich Gemeinsamkeiten und Unterschiede siehe Artikel Charakterorientierungen.
Fromm entwickelt seine Modelle in den späteren Schriften noch weiter. Als Beispiel für neue Ansätze können die Begriffe Biophilie und Nekrophilie genannt werden. Auch eine neue Charakterart, die Fromm „monozerebral“ bzw. „kybernetischer Charakter“ nennt, wird erst in den späteren Schriften (u. a. in Anatomie der menschlichen Destruktivität und Haben oder Sein) erläutert.
In der Schrift Psychoanalyse und Ethik tauchen erste Ansätze späterer Konzepte Fromms auf. So wird beispielsweise die Gegensätzlichkeit zwischen „reaktive[m], rationale[n] Haß“ versus „charakterbedingtem“ bzw. irrationalem Hass später in der Anatomie der menschlichen Destruktivität als „gutartige“ und „bösartige“ Aggression wieder erscheinen und dort weiter empirisch untermauert.
Kernbestandteil Fromms Ansichten, nämlich die Beziehungs- und Bezogenheitsperspektive, zeichnen sich in Psychoanalyse und Ethik ebenfalls ab.
Auch Alfred Adler hatte sich unter anderem mit seinem Werk Menschenkenntnis ebenso eine Art „Wissenschaft vom Menschen“ vorgenommen.